# Episodi di Modern Family (sesta stagione)
La sesta stagione della serie televisiva Modern Family è stata trasmessa sul canale statunitense ABC dal 24 settembre 2014 al 20 maggio 2015, registrando un'audience media di 11.910.000 spettatori.
In Italia la stagione è andata in onda sul canale satellitare Fox dal 17 gennaio al 27 giugno 2015. In chiaro è stata trasmessa su MTV8 dal 4 al 19 gennaio 2016.

Immagine del cast dalla sigla della sesta stagione

| nº | Titolo originale                  | Titolo italiano         | Prima TV USA      | Prima TV Italia  |
| -- | --------------------------------- | ----------------------- | ----------------- | ---------------- |
| 1  | The Long Honeymoon                | La lunga luna di miele  | 24 settembre 2014 | 17 gennaio 2015  |
| 2  | Do Not Push                       | Non forzare la mano     | 1º ottobre 2014   | 24 gennaio 2015  |
| 3  | The Cold                          | Il raffreddore          | 8 ottobre 2014    | 31 gennaio 2015  |
| 4  | Marco Polo                        | Superstizione           | 15 ottobre 2014   | 7 febbraio 2015  |
| 5  | Won't You Be Our Neighbor         | I vicini di casa        | 22 ottobre 2014   | 14 febbraio 2015 |
| 6  | Halloween 3: AwesomeLand          | Il principe azzurro     | 29 ottobre 2014   | 21 febbraio 2015 |
| 7  | Queer Eyes, Full Hearts           | Il colloquio di lavoro  | 12 novembre 2014  | 28 febbraio 2015 |
| 8  | Three Turkeys                     | Tre tacchini            | 19 novembre 2014  | 7 marzo 2015     |
| 9  | Strangers in the Night            | Il fidanzato di Alex    | 3 dicembre 2014   | 14 marzo 2015    |
| 10 | Haley's 21st Birthday             | Buon compleanno, Haley! | 10 dicembre 2014  | 21 marzo 2015    |
| 11 | The Day We Almost Died            | Il "quasi" incidente    | 7 gennaio 2015    | 28 marzo 2015    |
| 12 | The Big Guns                      | Arrivano i rinforzi     | 14 gennaio 2015   | 4 aprile 2015    |
| 13 | Rash Decisions                    | Gelosie                 | 4 febbraio 2015   | 11 aprile 2015   |
| 14 | Valentine's Day 4: Twisted Sister | San Valentino           | 11 febbraio 2015  | 18 aprile 2015   |
| 15 | Fight or Flight                   | Prima classe            | 18 febbraio 2015  | 25 aprile 2015   |
| 16 | Connection Lost                   | Equivoci                | 25 febbraio 2015  | 2 maggio 2015    |
| 17 | Closet? You'll Love It!           | La fidanzata di Andy    | 4 marzo 2015      | 9 maggio 2015    |
| 18 | Spring Break                      | Spring Break            | 25 marzo 2015     | 16 maggio 2015   |
| 19 | Grill, Interrupted                | Il nuovo barbecue       | 1º aprile 2015    | 23 maggio 2015   |
| 20 | Knock 'Em Down                    | Questione di gusti      | 22 aprile 2015    | 30 maggio 2015   |
| 21 | Integrity                         | Il giorno dei trofei    | 29 aprile 2015    | 6 giugno 2015    |
| 22 | Patriot Games                     | Cittadinanza americana  | 6 maggio 2015     | 13 giugno 2015   |
| 23 | Crying Out Loud                   | La fidanzata di Manny   | 13 maggio 2015    | 20 giugno 2015   |
| 24 | American Skyper                   | La festa del diploma    | 20 maggio 2015    | 27 giugno 2015   |

## La lunga luna di miele
- Titolo originale: The Long Honeymoon
- Diretto da: Beth McCarthy-Miller
- Scritto da: Danny Zuker

### Trama
Diverse settimane dopo il ritorno dalla luna di miele, Cameron non vuole rassegnarsi alla fine delle smancerie e romanticherie tipiche del viaggio nuziale, provando a tenerle vive a tempo indeterminato. Mitchell, tuttavia, inizia a faticare a reggere l'entusiasmo del marito e, dopo essere stato messo in imbarazzo di fronte a colleghi di lavoro, sarà costretto a chiedergli di evitare esagerazioni. Nel frattempo, i Dunphy, senza Alex, impegnata in un progetto benefico, sembrano vivere la loro estate migliore di sempre. Sia tra Claire e Phil, il quale riesce a far appassionare ai giochi di prestigio la moglie, che tra Luke e Haley, la quale vede il suo blog di moda avere successo, regna l'armonia. L'idillio si conclude però bruscamente con il ritorno anticipato di Alex, evento con il quale ricomincia la classica litigiosità tra fratelli. Claire e Phil, convinti che la figlia porti sfortuna, provano a farla ritornare al campo dove svolgeva il progetto benefico, prima di rendersi conto di non poter fare a meno di lei. Gloria, intanto, convince Jay a curare meglio il suo aspetto.
- Guest star: Joe Wengert (Elliot).

## Non forzare la mano
- Titolo originale: Do Not Push
- Diretto da: Gail Mancuso
- Scritto da: Megan Ganz

### Trama
La famiglia Dunphy accompagna Alex a visitare uno dei possibili college a cui iscriversi. Claire cerca di spingerla ad iscriversi a tale college, poiché è vicino a casa, ma lei, per lo stesso motivo, è più propensa ad iscriversi ad uno nell'altra parte del paese. Tuttavia, dopo aver flirtato con uno dei ragazzi in visita al college, cambia idea. Nel frattempo, Phil, Luke ed Haley accettano di sottoporsi ad un test in uno dei laboratori del campus. Mentre sono in una saletta di attesa, si convincono di essere sottoposti ad un esperimento psico-sociale, vivendo momenti molto stressanti. Scopriranno poi che il test consisteva nel compilare un semplice questionario.
Jay, come regalo di anniversario alla moglie, decide di non comprare l'ennesimo costoso gioiello e donarle un'opera di ceramica da lui fatta a mano. Gloria, non essendo abituata a ricevere regali del genere, la rompe pensando che il vero regalo sia all'interno. Mitchell e Cameron cercano invece di farsi un fotoritratto con la figlia, ma dovranno fare i conti con un suo strano modo di sorridere e la sua permalosità nel ricevere critiche.
- Guest star: Caleb Hoffman (Jason Darling).

## Il raffreddore
- Titolo originale: The Cold
- Diretto da: Jim Hensz
- Scritto da: Rick Wiener e Kenny Schwartz

### Trama
Phil prende consegna del video del giorno di nozze di Mitchell e Cam, realizzato da un suo conoscente, e decide di vederlo prima che venga poi proiettato per tutta la famiglia, riunita per l'occasione. Nel visualizzarlo, si accorge che lui ha probabilmente trasmesso quel giorno ai suoi familiari un fastidioso raffreddore, al contrario di quanto si pensava, ossia che Mitchell l'avesse trasmesso agli altri al ritorno del viaggio di nozze. Decide quindi di provare a rieditare il video e tagliare tale rivelazione, ma dovrà rinunciare per mancanza del tempo necessario. Al momento di vedere il video con il resto della sua famiglia, però, anche gli altri notano di essere stati protagonisti di scene imbarazzanti e Phil potrà prendersi il compito di eliminarle con calma  prima che venga visto interamente.
Nel frattempo, Mitchell aveva insultato una compagna di giochi di Lily, infastidito dalle sue eccezionali abilità che mettevano in ombra la figlia, mentre Claire, l'ultima ad aver contratto il raffreddore, prova invano a non perdere una riunione di lavoro. Haley si rende conto di essere attratta da Andy, che finirà per baciare.
- Guest star: Adam DeVine (Andy), Robert Desiderio (Alan Ferguson), Aubree Young (Sydney).

## Superstizioni
- Titolo originale: Marco Polo
- Diretto da: Fred Savage
- Scritto da: Elaine Ko

### Trama
La famiglia Dunphy, a causa della formazione di muffe, deve lasciare la propria casa e trasferirsi per un giorno in albergo. Phil prenota una sola camera per trasformare la vicenda in una divertente avventura, ma Claire e i figli si ritrovano presto scontenti e in situazioni molto scomode. Alla fine, tuttavia, Phil avrà comunque l'occasione di divertirsi con i figli, giocando a Marco Polo in piscina. Nel frattempo, Cam si affida ad una variegata serie di superstizioni per vincere una partita della sua squadra di football scolastica, mentre Manny si fidanza per la sua prima volta con una ragazza più grande, che in realtà lo usa per ingelosire il suo ex ragazzo.
- Guest star: Sam Lloyd (Lester), Rory Scovel (Carl).

## I vicini di casa
- Titolo originale: Won't You Be Our Neighbor
- Diretto da: Gail Mancuso
- Scritto da: Paul Corrigan e Brad Walsh

### Trama

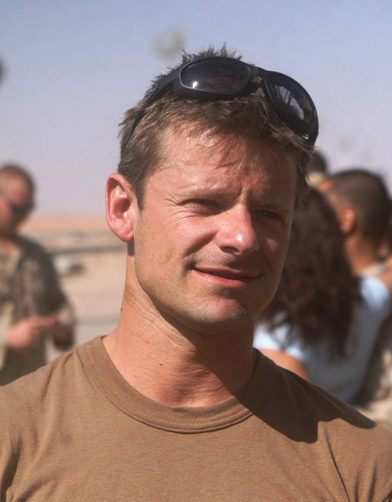
Steve Zahn interpreta Ronnie Lafontaine

Quando il vicino di casa dei Dunphy divorziato, George, decide di trasferirsi, Phil viene incaricato di vendere la sua casa. In poco tempo si presentano venditori interessati e lui e la moglie cercano di far apprezzare di più l'abitazione a quelli che pensano possano essere i migliori vicini. Una coppia in particolare, Lisa e George, sembra loro perfetta, ma esagerando nel tentativo di mostrarsi a loro volta buoni vicini finiscono per allontanarla; alla fine la casa sarà comprata da un'eccentrica disfunzionale famiglia, i Lafontaine, che, pur dando loro una pessima prima impressione, presenta l'offerta più alta. Nel frattempo, Cameron e Mitchell fanno in modo che Lily cambi classe, lasciando una severa maestra per un'altra più apprezzata dai bambini e che segue metodi di apprendimento meno tradizionali. Sarà poi la stessa bambina a chiedere di mantenere l'attuale insegnante, la signora Plank, facendo loro notare come i suoi metodi siano di gran lunga più efficaci. Manny, invece, inizia a frequentare la nipote di un ex partner di lavoro di Jay, ora suo rivale, per il quale nutre tanto risentimento.
- Guest star: Steve Zahn (Ronnie Lafontaine), Andrea Anders (Amber Lafontaine), Tyne Daly (signora Plank), Jon Polito (Earl Chambers), Matt Besser (Jerry), Fiona Gubelmann (Lisa), Ben Lawson (George).

## Il principe azzurro
- Titolo originale: Halloween 3: AwesomeLand
- Diretto da: Gail Mancuso
- Scritto da: Paul Corrigan e Brad Walsh e Abraham Higginbotham

### Trama
Poiché Claire ha impegni di lavoro, lascia i preparativi per celebrare Halloween, compreso l'addobbo della casa, al marito, il quale, per una volta, decide di distaccarsi dalle voglie della moglie di rendere il cortile di casa più inquietante e pauroso possibile. Sceglie quindi addobbi solo divertenti, ma quando la moglie sente i nuovi vicini vantarsi della loro capacità di spaventare e dell'esistenza di una competizione di quartiere, rinuncia agli impegni di lavoro per sfidarli trasformando il giardino in un tetro manicomio. Tuttavia, quando la vicina Amber si lamenta poiché afferma di esserci stata per davvero in un istituto mentale, torna sui suoi passi ripristinando lo stile scelto da Phil. Alla fine scoprirà però che Amber aveva mentito.
Nel frattempo, Cameron fatica ad accontentare la figlia per la parata scolastica a cui avrebbe dovuto partecipare con lei, mentre il marito cerca, invano, di non perdere la sua quarta causa consecutiva. Jay decide di scegliere un costume da sé, non soddisfatto di quello per lui preso da Gloria. Si veste quindi da principe azzurro, ritrovando la gioia di avere dei folti capelli, anche se finti, che finirà prematuramente quando la parrucca viene presa dalla sua cagna.
- Guest star: Steve Zahn (Ronnie Lafontaine), Andrea Anders (Amber Lafontaine), Tucker Smallwood (giudice), Jerry Lambert (avvocato), Tom Parker (uomo vestito da dottore).

## Il colloquio di lavoro
- Titolo originale: Queer Eyes, Full Hearts
- Diretto da: Jason Winer
- Scritto da: Stephen Lloyd

### Trama
Durante una cena per una raccolta fondi, Mitchell contatta una giornalista che stima cercando di farla interessare alla sua attività e alla sua causa in corso. Tuttavia, quando lei apprende che il marito è un allenatore di football omosessuale preferisce fare una storia su di lui. Nel frattempo, Andy e Haley si preparano a vicenda per dei colloqui di lavoro, mentre Claire pensa che i due siano fidanzati e non combinino niente di buono, perdendo di vista l'altra figlia, la quale soffre l'eccessivo studio. Haley, dopo aver affrontato qualche difficoltà, ottiene un posto da assistente per un noto stilista, Gavin Sinclair, e Andy riesce a convincere Phil ad assumerlo come aiutante e introdurlo all'attività immobiliare. Gloria, intanto, assume un insegnante di spagnolo per Manny, il quale preferirebbe invece studiare francese. L'insegnante, giovane e attraente, susciterà le gelosie di Jay.
- Guest star: Adam DeVine (Andy), Michael Urie (Gavin Sinclair), Nicholas Gonzalez (Diego), Heather Mazur (Anne Gibbs).

## Tre tacchini
- Titolo originale: Three Turkeys
- Diretto da: Beth McCarthy-Miller
- Scritto da: Jeffrey Richman

### Trama
Per il giorno del ringraziamento, Phil si prende in carico di preparare il classico pranzo per tutta la famiglia, con il solo aiuto del figlio Luke e di un'app di ricette di Nigella Lawson. Claire finge di fidarsi del marito, ma per stare tranquilla prepara un suo tacchino ripieno in caso quello di Phil non riesca bene. Nel frattempo, Jay e Gloria, i quali sarebbero dovuti essere in Messico per festeggiare con il figlio più piccolo e la famiglia di lei, venuta dalla Colombia, rimangono a casa poiché il loro volo viene cancellato, decidendo di tenere segreto l'annullamento del viaggio e festeggiare il Ringraziamento rilassandosi da soli. Tuttavia, a casa di Phil, dove era previsto il pranzo di famiglia, un corto circuito forza tutti a trasferirsi proprio a casa di Jay. Qui, Gloria, che cercava di nascondersi con il marito, nasconde il tacchino di Phil scambiandolo con quello che stava cucinando Jay, molto più piccolo. Dopo qualche malinteso, tutta la verità verrà a galla e tutti pranzeranno insieme consumando i tre tacchini preparati da Phil, Claire e Jay, ma non prima di convenire di dover trascorrere meno tempo insieme, a cominciare dalla prossime festività natalizie.

## Il fidanzato di Alex
- Titolo originale: Strangers in the Night
- Diretto da: Fred Savage
- Scritto da: Chuck Tatham

### Trama
I Dunphy iniziano a ricevere anonime rose bianche, quindi tutti pensano si tratti di un ammiratore segreto di Haley. Alex però spiazza i suoi genitori sostenendo che potrebbero essere da parte del suo fidanzato, un modello. Quando Phil e Claire chiedono i dettagli sulla sua relazione alcune coincidenze fanno pensare alla madre, e in seguito anche al padre, che la ragazza si sia inventata un ragazzo immaginario, specie quando lei dirà che si sono appena lasciati ma che ha già trovato un rimpiazzo. Alla fine scopriranno che la figlia ha detto la verità. Nel frattempo, Cameron convince il marito ad ospitare una sua collega di lavoro, Brenda, la quale ha appena divorziato. I due però hanno da poco comprato un costoso divano e quindi provano a fare di tutto affinché la loro emotiva ospite lo occupi il meno possibile. Jay invita la moglie ad una festa per il compleanno di un cane che frequenta lo stesso parco del suo. Gloria lo abbandona presto, ma Manny la convince a ritornarvi, spegnendo le speranze del marito di usare l'occasione per evitare di accompagnarla ad un picnic con i suoi parenti colombiani.
- Guest star: Kristen Johnston (Brenda), John Karna (Alec).

## Buon compleanno, Haley!
- Titolo originale: Haley's 21st Birthday
- Diretto da: Alisa Statman
- Scritto da: Abraham Higginbotham

### Trama
Haley festeggia il raggiungimento della maggiore età con la sua famiglia in un locale. La madre cerca di sperimentare un nuovo approccio nel relazionarsi con lei, promettendo di trattarla da adulta; quindi non esprime obiezioni quando inizia a bere o quando accetta l'idea di Gloria, che, gelosa del rapporto madre-figlia, la incoraggia a farsi un tatuaggio. Alla fine Claire sarà l'unica a farselo. Nell'occasione, Mitchell e Cameron si rendono conto di stare invecchiando e non essere più molto accattivanti. Intanto, Phil cerca di ultimare l'acquisto del regalo a sorpresa per la figlia, una macchina. Jay, che lo accompagna, cercando di dimostrare che i suoi metodi all'antica sono più efficaci finisce per fargli perdere un buon affare, costringendolo a rivolgersi ad un altro venditore.
- Guest star: Raymond McAnally (Tony), Sunkrish Bala (Daryl).

## Il "quasi" incidente
- Titolo originale: The Day We Almost Died
- Diretto da: James Bagdonas
- Scritto da: Danny Zuker

### Trama
Durante quella che sembra una loro tipica giornata per i Dunphy, Phil evita per poco di essere colpito da un mezzo pesante mentre era in macchina con la moglie, i figli e Manny. Il rischio di venire investiti ha effetti su tutti i passeggeri. Claire prova a non essere più indispettita dai piccoli grattacapi provando a mettere a freno la sua tendenza a controllare tutto e cercando di coinvolgere invano il fratello. Alex pensa che il momento abbia fatto esprimere un sentimento d'affetto sincero verso di lei alla sorella, ma poi scopre che in realtà era rivolto al suo telefonino; Luke, invece, decide di provare a realizzare alcuni sogni nel cassetto. Manny, turbato, sviluppa una fobia al viaggiare in auto, che supererà grazie ad un inganno della madre. Phil, nel frattempo, prova a iniziare a vivere senza paure, affrontando duramente lo storico rivale Gil Thorpe, aiutando Cameron a far valere le sue ragioni presso un rivenditore di elettrodomestici e comprando un alpaca. Alla fine però, come il resto della famiglia, si renderà conto che tali comportamenti sono inutili di fronte alla fatalità di certi eventi.
- Guest star: Rob Riggle (Gil Thorpe).

## Arrivano i rinforzi
- Titolo originale: The Big Guns
- Diretto da: Jeffrey Walker
- Scritto da: Vali Chandrasekaran

### Trama
I vicini di casa dei Dunphy parcheggiano sul vialetto con loro condiviso una barca, causando alcune difficoltà, specialmente a Claire, nel parcheggiare e salire o scendere dalla propria macchina. Dopo un primo vano tentativo amichevole di chiedere ai Lafontaine di rimuoverla, Phil ha l'idea di vendicarsi ospitando nel suo cortile il padre e suoi amici fatti arrivare con ingombranti camper. Tuttavia, Frank e compagni, invece di creare fastidio ai Lafontaine, finiscono per legare con loro. Nel frattempo, Luke prova a fare colpo sull'attraente figlia dei Lafontaine, Tammy, ricorrendo infine ai consigli di Alex. Jay, prova ad insegnare al piccolo Joe di usare il vasino, mentre Manny scopre che molti suoi traguardi nell'infanzia sono stati irrealisticamente ingigantiti nei racconti della madre. Cameron, intanto, prova a trasmettere a Lily la sua passione per gli spettacoli da clown, ma lei non la condivide affatto.
- Guest star: Fred Willard (Frank Dunphy), Steve Zahn (Ronnie Lafontaine), Andrea Anders (Amber Lafontaine), Jack Axelrod (Harvey), Edmund L. Shaff (Victor), Elimu Nelson (agente Clemons).

## Gelosie
- Titolo originale: Rash Decisions
- Diretto da: Jim Hensz
- Scritto da: Anthony Lombardo e Clint McCray (soggetto), Daisy Gardner (sceneggiatura)

### Trama
Mentre Phil inizia a percepire come il figlio sia entrato nella fase adolescenziale in cui si comincia a distanziarsi dai genitori, si ritrova a passare più tempo con Andy, al quale aveva accettato di fare da mentore. Il rapporto d'affetto con Andy, tuttavia, ingelosisce Luke, il quale ci tiene ancora ad essere il miglior amico del padre. Nel frattempo, Jay viene convinto dalla moglie che Joe potrebbe essere allergico a Stella. Dopo un periodo di prova nel quale l'animale viene affidato a Cameron, Jay scopre che a causare l'allergia era una nuova crema per il viso usata da Gloria.
Mitchell effettua un periodo di lavoro pro bono presso la ditta del padre. Poiché nella sua sede regolare di lavoro ha notato di risultare antipatico, decide di provare ad essere una persona diversa, riuscendo a farsi piacere ai suoi nuovi temporanei colleghi. L'ultimo giorno, tuttavia, per non far sembrare la sorella antipatica, ha modo di essere se stesso rimproverando, su indicazione di Jay, a vari dipendenti il modo di vestire o comportarsi sul luogo di lavoro. Haley, intanto, accompagna ad un colloquio per una potenziale iscrizione al college di Princeton la sorella Alex, la quale scoprirà che potrebbe essere più utile l'odiato modo di fare e parlare di Haley che il proprio da secchiona.
- Guest star: Adam DeVine (Andy), Aya Cash (Vanessa), Chasty Ballesteros (Lucy).

## San Valentino
- Titolo originale: Valentine's Day 4: Twisted Sister
- Diretto da: Fred Savage
- Scritto da: Jeffrey Richman

### Trama
In occasione della festa di San Valentino, Phil è convinto di dover rinunciare al gioco di ruolo messo in atto con la moglie negli anni precedenti, ma in realtà la moglie glielo fa credere di proposito per fargli una sorpresa. Sarà felice quindi di ritrovare l'alter ego della moglie, Juliana, tanto che Claire inizierà ad essere gelosa. Quando Phil se ne rende conto, tuttavia, dirà a Juliana di non poterla vedere più, perché pienamente innamorato della moglie. Nel frattempo, Jay e Gloria ospitano la sorella di lei, Sonia. Dopo averle fatto un regalo, inizialmente pensato per Stella, Jay è convinto di rivivere una situazione già vissuta in passato: una cognata che ci prova con lui. Gloria lo ridicolizza, ma in realtà alla fine Jay scoprirà di aver avuto ragione. Cameron e Mitchell fanno invece visita ad una coppia di amici sposatasi un anno prima, per poi scoprire che si è appena lasciata. Ciò sarà tuttavia la scusa per cercare, a fatica, di trattenere il regalo che avevano loro comprato.
- Guest star: Stephanie Beatriz (Sonia), Roger Bart (Anders), Eve Brenner (madre di Anders).

## Prima classe
- Titolo originale: Fight or Flight
- Diretto da: Steven Levitan
- Scritto da: Abraham Higginbotham

### Trama
Phil e Claire, di ritorno da un fine settimana in campeggio con vecchi amici del college di lui, effettuano il viaggio di ritorno a casa in aereo. Quando la compagnia offre di spostare senza costi aggiuntivi uno dei due in prima classe, Phil rifiuta, ma Claire sceglie di sfruttare l'occasione deludendo il marito, che erroneamente pensava lei si fosse divertita quanto lui fino a quel momento. Tuttavia sarà Phil ad avere il viaggio più confortevole: in prima classe Claire si dovrà infatti sedere accanto ad una passeggera molto fastidiosa, mentre lui capita accanto ad una gentile massaggiatrice e ad un prestigiatore a lui noto.
Nel frattempo, Mitchell e Cameron ospitano una festa per l'amica Sal e il suo bambino, che si trasforma in dramma quando lei se ne va senza avvisare lasciandosi dietro il neonato. Mentre i padroni di casa e la coppia di Pepper e Ronaldo iniziano già a considerare un'adozione, Sal ritorna indietro, spiegando come abbiano frainteso essendosi allontanata solo temporaneamente. Gloria pressa Jay ad esortare Manny a difendersi fisicamente con un ragazzo che lo prendeva in giro al corso di cucina che sta frequentando. Manny finirà, contrariamente al modo con cui voleva comportarsi, con il colpire il bullo, il quale era però pronto a chiedere scusa spontaneamente. Sia il ragazzo che il padre si renderanno quindi conto che il vero bullo è Gloria.
- Guest star: Nathan Lane (Pepper Saltzman), Elizabeth Banks (Sal), Christian Barillas (Ronaldo), Penn Jillette (Edward LeGrand, prestigiatore anche nella vita reale), Natasha Leggero (Dana), Matthew Risch (Jotham), Kevin Daniels (Longinus), Kevin Cahoon (John-John).

## Equivoci
- Titolo originale: Connection Lost
- Diretto da: Steven Levitan
- Scritto da: Steven Levitan e Megan Ganz

### Trama
Dopo una conferenza di lavoro a Chicago, Claire attende in aeroporto il volo di ritorno a casa. Nella sala d'attesa, usa vari strumenti di messaggistica del suo notebook per tenersi in contatto con i suoi cari, in particolare il programma di videochiamata FaceTime. Dopo aver cercato invano di convincere il marito ad occuparsi più dei figli invece di dedicarsi esclusivamente al videogioco appena comprato, Halo: The Master Chief Collection, e aver fatto gli auguri di compleanno al fratello Mitchell, prova invano a contattare Haley, con la quale aveva litigato prima di partire per la conferenza. Nel frattempo, contatta anche Alex, impegnata a scrivere un saggio per il college, e Luke, il quale si fa tagliare i capelli da Gloria, chiedendo un taglio alla Mohawk per il quale Phil aveva dato il suo assenso, ma farà infuriare la madre.
Quando si accorge che Haley la sera precedente aveva postato su Facebook un cambiamento del suo status in "sposata", Claire, spaventata, inizia ad investigare con l'aiuto dei famigliari cosa possa significare. Una serie di fraintendimenti, tra le quali il vedere il suo telefono localizzato a Las Vegas, la portano a pensare sia davvero fuggita di casa per sposarsi. Haley in realtà non aveva lasciato la casa, e il definirsi sposata era riferito scherzosamente a dei deliziosi cronut che aveva consumato con Andy.
- Guest star: Reid Ewing (Dylan Marshall), Adam DeVine (Andy Bailey).
- Peculiarità: l'episodio è girato utilizzando interamente dispositivi mobili Apple: iPhone, iPad e un Macbook Pro[2]. L'intero episodio è visualizzato idealmente attraverso lo schermo del MacBook Pro di Claire; il relativo sistema operativo e i programmi di messaggistica sono stati riprodotti fedelmente in fase di post-produzione con tecniche di motion graphic[2]. È stato ispirato dal cortometraggio Noah, realizzato dagli studenti canadesi Walter Woodman e Patrick Cederberg e presentato al Toronto International Film Festival del 2013[3].

## La fidanzata di Andy
- Titolo originale: Closet? You'll Love It!
- Diretto da: Ryan Case
- Scritto da: Elaine Ko

### Trama
Claire e il padre, per fronteggiare la concorrenza, decidono di produrre uno spot televisivo. Mentre la figlia lavora con il reparto marketing a qualcosa di moderno, Jay decide di rigirare lo stesso filmato che aveva prodotto trenta anni fa, quando la sua giovialità lo aveva anche reso popolare. Tuttavia, dovrà rendersi conto di essere ormai più scorbutico che gioioso, rinunciando ad esserne nuovamente il protagonista. Nel frattempo, Phil e Luke aiutano Gloria e Manny a disfarsi del drone di un vicino ficcanaso che lo fa volare spesso sul loro giardino, mentre Mitchell e Cameron fanno in modo che Lily eviti una brutta figura, anche per loro stessi, esibendosi ad una recita scolastica. Haley continua a trascorrere molto tempo con Andy, al quale si sente sempre più legata, avendo l'occasione di incontrare per la prima volta la sua fidanzata, Beth.
- Guest star: Millie Bobby Brown (Lizzie),  Adam DeVine (Andy Bailey), Robbie Amell (Chase), Jeremy Scott Johnson (Andrew), Matt McGrath (Simon), Laura Ashley Samuels (Beth), Michael Bunin (regista), Joe Mande (Ben).

## Spring Break
- Titolo originale: Spring Break
- Diretto da: Gail Mancuso
- Scritto da: Paul Corrigan e Brad Walsh

### Trama
Alex, durante lo spring break, è stressata dall'attendere i risultati delle sue richieste di ammissione ai college, pertanto Haley l'accompagna ad un festival musicale per distrarla. Dopo aver appreso di essere stata respinta da Harvard, si sfoga cercando di darsi ad una gioia sfrenata, ma la sorella l'aiuterà a calmarsi. Nel frattempo, Phil si rende conto di come il figlio, crescendo, sia ormai in grado di fare diverse attività anche meglio di lui, tra cui alcuni degli hobby che più lo appassionano, come saltare sul trampolino o suonare il banjo. Cameron, ad uno spettacolo scolastico di raccolta fondi, si dovrebbe esibire cantando il brano Memory, ma si fa da parte quando scopre che un altro insegnante, il signor Kaplan, ha preparato lo stesso pezzo. Una serie di incidenti, che sembrano provocati da Cameron, impediscono però a Kaplan di esibirsi. Cameron eseguirà quindi il brano imbarazzato, ma Gloria scoprirà che lo stesso Kaplan aveva organizzato gli incidenti per evitare di cantare e metterlo in cattiva luce. Mitchell cerca invece di comportarsi meglio con Lily rispetto a come Jay aveva fatto il genitore con lui da bambino, rendendosi però conto di avere eccessive preoccupazioni.
- Guest star: Will Sasso (signor Kaplan), Alyson Reed (Angela), Aubree Young (Sydney).

## Il nuovo barbecue
- Titolo originale: Grill, Interrupted
- Diretto da: James Bagdonas
- Scritto da: Paul Corrigan e Brad Walsh, Jeffrey Richman

### Trama
L'intera famiglia si ritrova a casa di Jay in occasione del suo compleanno. Qui, Andy è ansioso al pensiero di reincontrare Haley dopo che questa le aveva fatto comprendere i suoi reali sentimenti per lui visitandolo in ospedale, tuttavia la ragazza si presenta con un nuovo fidanzato, un attraente dottore, anche se non si tratta di qualcosa di serio. Nel frattempo, Phil prova a impressionare il suocero regalando una griglia per barbecue professionale, che si rivela fin troppo complicata da usare, mentre Alex annuncia di essere stata ammessa al California Institute of Technology, venendo però intimorita dal suo prestigio. Claire spinge il fratello a ripagare al padre un vecchio prestito, usando i soldi appena ereditati da Cam dopo la morte di un suo zio; lo stesso farà Phil, che non sapeva di essere in debito con lui, con un bonus della moglie. Gloria, invece, inganna Luke e Manny per punire un loro tentativo di bere della tequila.
- Guest star: Adam DeVine (Andy Bailey), Nick Ballard (Will), Pierce Wallace (Joe Pritchett).

## Questione di gusti
- Titolo originale: Knock 'Em Down
- Diretto da: Beth McCarthy-Miller
- Scritto da: Rick Wiener e Kenny Schwartz

### Trama
Una persona che vive nello stesso quartiere dei Dunphy installa in giardino una statua giudicata oscena e offensiva dal resto del vicinato. A Phil, provoca anche difficoltà nel vendere una casa nelle vicinanze. Il detestare l'opera, il cui proprietario si rifiuta di rimuoverla, riavvicina i Dunphy ai Lafontaine, i quali offrono loro una cena, sorprendendoli con un vino costoso e l'annuncio che il loro figlio maggiore si è iscritto alla Juilliard. Tuttavia, la loro diversità di vedute riemerge quando i vicini di casa propongono di buttare giù la statua con la forza. Claire, per mantenere il nuovo legame venutosi a creare, cede alle lusinghe, ma Phil cercherà di impedire al resto del gruppo di infrangere la legge. Sarà lui stesso, però, a demolirla incidentalmente.
Nel frattempo, Jay accetta di partecipare ad una gara di bowling con Cameron, nella quale si vedrà costretto a fingersi omosessuale. Jay, il quale di recente iniziava a essere insicuro sul suo aspetto, ritrova confidenza attirando l'attenzione di uno degli avversari. Dopo aver vinto la gara confesserà tuttavia di non essere gay, facendo infuriare Cam. Intanto, Mitchell e Gloria provano a restare fuori casa fino a tardi andando per locali con Haley e le sue amiche. Il loro scopo era di dimostrare a loro stessi di essere ancora giovani, ma falliscono miseramente.
- Guest star: Steve Zahn (Ronnie Lafontaine), Oliver Platt (Martin), Andrea Anders (Amber Lafontaine).

## Il giorno dei trofei
- Titolo originale: Integrity
- Diretto da: Chris Koch
- Scritto da: Stephen Lloyd e Chuck Tatham

### Trama
Presso la scuola di Alex e Luke è il giorno in cui si assegnano dei premi ai ragazzi più meritevoli secondo vari aspetti; mentre Alex sa di dover ricevere molte medaglie, per Luke non si prevedono riconoscimenti. Quando la madre lo vede tentare di fingersi malato e restare a casa, pensa sia dovuto al fastidio di vedere la sorella avere più successo di lui, e, dopo aver tentato di corrompere il suo preside per fargli ricevere almeno un premio, fa in modo che un altro ragazzo perda a favore del figlio il premio per l'integrità. Luke tuttavia lo detesterà in quanto solitamente assegnato a secchioni, mentre il vero motivo per il quale voleva restare a casa era evitare Manny, con cui aveva litigato per una ragazza. Anche se Manny pensa che lui ci abbia provato con una ragazza che gli piaceva, è lei che si è interessata a Luke, il quale non lo rivela per non ferire i suoi sentimenti.
Nel frattempo, Phil e Jay si confortano a vicenda e decidono di tenere testa alle rispettive mogli volendo rispettivamente comprare un videogioco d'epoca di Pac-Man e non piazzando in giardino il vecchio castello di principesse di Lily per Joe. Tuttavia scopriranno poi che Clarie aveva già acquistato il videogioco per fare una sorpresa al marito e Gloria aveva specificato di voler trasformare il castello in uno per pirati. Gloria, intanto, aveva provato ad aiutare Haley a non farsi bistrattare troppo sul lavoro.
- Guest star: Michael Urie (Gavin Sinclair), Andrew Daly (preside Brown).

## Cittadinanza americana
- Titolo originale: Patriot Games
- Diretto da: Alisa Statman
- Scritto da: Vali Chandrasekaran

### Trama
Alex viene convocata presso l'ufficio del preside insieme ai genitori, scoprendo di stare per essere nominata valedictorian a pari merito con il suo rivale, Sanjay, con il quale condivide la stessa media dei voti. Mentre per i suoi genitori è motivo di celebrazione, i due ragazzi e i genitori di Sanjay si rifiutano di accettare una parità, quindi si decide di organizzare un esame extra recuperando una gara d'atletica che entrambi avevano saltato. In seguito, tuttavia, Sanjay confesserà ad Alex di provare dell'affetto profondo per lei e, visto che lei crede si tratti di un trucco psicologico, si rifiuterà di gareggiare per dimostrarle di essere sincero. I due finiranno quindi col baciarsi e accettare di condividere il titolo. Nel frattempo, Gloria si prepara a sostenere l'esame per ottenere la cittadinanza statunitense, non senza qualche dubbio sul rinunciare a quella natìa che il marito e il figlio l'aiuteranno a risolvere. Mitchell e Cameron cercano invece di dimostrare ai propri amici di essere ancora degli attivisti nel campo dei diritti gay.
- Guest star: Benjamin Bratt (Javier), Andrew Daly (preside Brown), Suraj Partha (Sanjay), Anjali Bhimani (Nina Patel), Ajay Mehta (Vish Patel), Kevin Daniels (Longinus), Matthew Risch (Jotham), Maile Flanagan (impiegata del Dipartimento dell'Immigrazione).

## La fidanzata di Manny
- Titolo originale: Crying Out Loud
- Diretto da: Ryan Case
- Scritto da: Megan Ganz, Stephen Lloyd e Chuck Tathum

### Trama
Claire riceve una nuova offerta di lavoro. Non intende accettarla, ma ne parla comunque con il padre, che le fa cambiare idea, per poi farla ritornare sui suoi passi. Nel frattempo, Phil, Luke e Haley cercano di far divertire Alex obbligandola a saltare la scuola in occasione del ditch day, il giorno in cui per tradizione gli studenti dell'ultimo anno di studi interrompono l'attività. Il loro piano subisce un cambiamento quando Phil vede un vecchio cinema in demolizione, a lui caro poiché aveva contribuito a costruire da muratore prima di diventare agente immobiliare. Nel locale, sono anche nascoste le impronte nel cemento dei figli, che tenta invano di recuperare con l'aiuto di Luke, mentre le sorelle, in vista dell'essere separate dalla partenza di Alex per il college, si ricordano l'affetto reciproco. Intanto, Gloria cerca di tenere la nuova fidanzata di Manny, Kylie, lontana da lui in quanto non le va a genio, mentre Mitchell e Cameron si preoccupano che la figlia sviluppi un adeguato livello di empatia.
- Guest star: Lexie DiBenedetto (Kylie).

## La festa del diploma
- Titolo originale: American Skyper
- Diretto da: Steven Levitan
- Scritto da: Elaine Ko

### Trama
In occasione del conseguimento del diploma di Alex, la famiglia si ritrova riunita a casa di Jay per festeggiare. La madre cerca di fare un regalo in grado di impressionarla, ma desiste quando altri parenti donano regali simili a quelli che aveva pensato lei ma migliori. Alla fine sarà la figlia ad invitare la madre nel viaggio in Europa offertole dal nonno. Phil partecipa alla festa tramite una videochiamata, utilizzando un robot telecomandato assemblato da Andy, essendo rimasto bloccato in un viaggio di lavoro. Mitchell confessa al compagno di essere stato licenziato, mentre Haley si convince che la fidanzata di Andy, Beth, presente alla festa, l'abbia presa di mira per gelosia.
Sia Andy che Haley domandano consiglio sulla loro attuale vita sentimentale a Phil; prima Andy gli comunica l'intenzione di chiedere a Beth di sposarlo, pur provando qualcosa anche per un'imprecisata altra ragazza, poco dopo Haley chiede aiuto per capire la natura dei suoi sentimenti per lui, rendendosi conto di essere innamorata, ma decidendo di passarci sopra essendo già impegnato. Phil capisce che i due si amano, ma un disguido tecnico impedisce di spiegarlo a Haley. Armando, parente di Gloria in visita, inoltre, alla fine ruba il dispositivo che stava utilizzando a distanza.
- Guest star: Adam DeVine (Andy), Horatio Sanz (Armando), Laura Ashley Samuels (Beth).